# مهارکننده 5α-ردوکتاز
مهارکننده‌های ۵α-ردوکتاز (5-ARIs)، همچنین با نام مسدودکننده‌های دی‌هیدروتستوسترون (DHT) نیز شناخته می‌شوند، دسته‌ای از داروها با اثرات آنتی‌آندروژنی هستند که عمدتاً در درمان بزرگی پروستات و ریزش موی سر استفاده می‌شوند. همچنین گاهی برای درمان رشد موهای زائد در زنان و به عنوان بخشی از هورمون درمانی برای زنان ترنس استفاده می‌شود.
این عوامل آنزیم 5α-ردوکتاز را که در دگرگونی‌های متابولیکی انواع استروئیدهای درون‌زاد نقش دارد، مهار می‌کنند. 5-ARIها بیشتر برای جلوگیری از تبدیل تستوسترون، هورمون جنسی اصلی آندروژنی، به آندروژن قوی‌تر دی‌هیدروتستوسترون (DHT)، در برخی اختلالات مرتبط با آندروژن شناخته شده‌اند.
| نام ژنریک       | نام تجاری                    | ایزوفرم‌ها | طریقه مصرف | معرفی |
| --------------- | ---------------------------- | --------- | ---------- | ----- |
| Alfatradiol     | Ell-Cranell Alpha, Pantostin | ?         | خوراکی     | ?     |
| دوتاستراید      | Avodart                      | ۱, ۲, ۳   | خوراکی     | ۲۰۰۱  |
| Epristeride     | Aipuliete, Chuanliu          | ۲, ۳      | خوراکی     | ۲۰۰۰  |
| فیناستراید      | Proscar, Propecia            | ۲, ۳      | خوراکی     | ۱۹۹۲  |
| عصاره نخل اره‌ای | Permixon                     | ?         | خوراکی     | ?     |